# Гора Блаженств

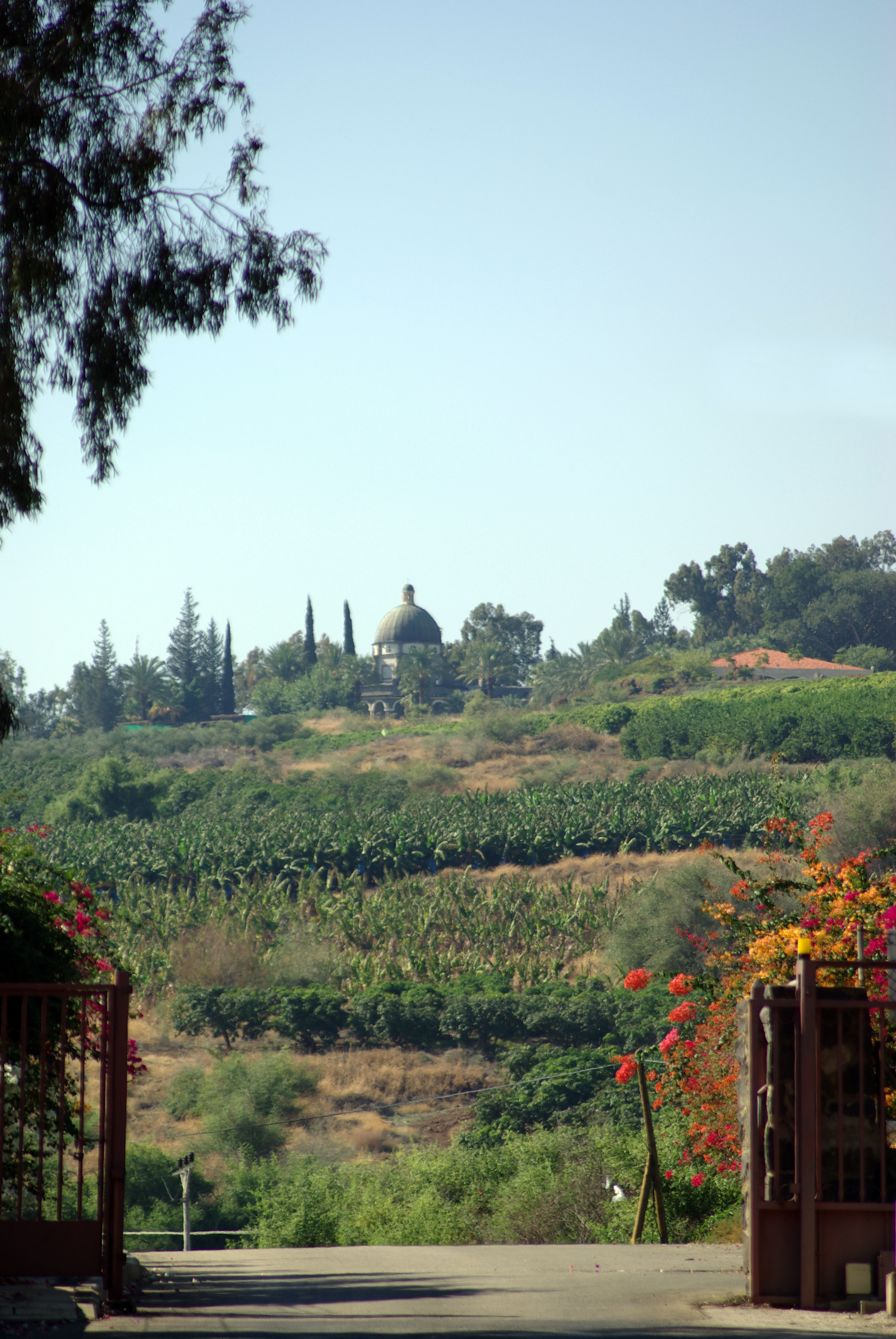
Вид з Капернаума на Гору Блаженств.

32°52′56.04″ пн. ш. 35°33′18.61″ сх. д. / 32.8822333° пн. ш. 35.5551694° сх. д.
Гора Блаженств — узвишшя висотою 210 м. над рівнем Галилейського моря і на якому за християнською традицією Ісус Христос промовляв Нагірну проповідь і яке знаходиться на його північному узбережжі, на околиці Капернаума.

## Споруди на Горі Блаженств
У 1936–1938 роках на горі Блаженств, що знаходиться також неподалік від Табхи, за проектом Антоніо Барлуцці збудовано Церкву Блаженств з мозаїками з IV–VI ст., що свідчить про давню традицію цього місця. Про це місце також відомі свідчення вже з 4 століття. Паломниця Егерія у своїй розповіді про подорож у Святу Землю, згадує це узвишшя після опису Церкви примноження хлібів у Табсі, яка розташована неподалік: «Поруч на горі знаходиться печера до якої Спаситель піднявся і виголосив блаженства.». Теперішня церква збудована близько решток невеликої церкви із монастирем з візантійських часів датованих 4 століттям і які відкриті археологом-францисканцем Белларміно Багатті у 1935 році. Власне цю церкву згори над невеличкою печерою очевидно і згадувала палолмниця Егерія. Зараз це місце опинилося по інший бік прокладеної дороги, воно оточене огорожею і закрите для паломників. Частина оригінальної підлоги викладеної мозаїкою експонується неподалік у Капернаумі. Частина оригінальної підлоги із старої церкви викладеної мозаїкою експонується в Капернаумі. Папи Павло VI та Іван-Павло II відслужили літургії у Церкві Блаженств під час їх візитів у Святу Землю. Недалеко від Церкви Блаженств розташований Domus Galilaeae (Галилейський Дім) — християнський освітній центр.

## Галерея

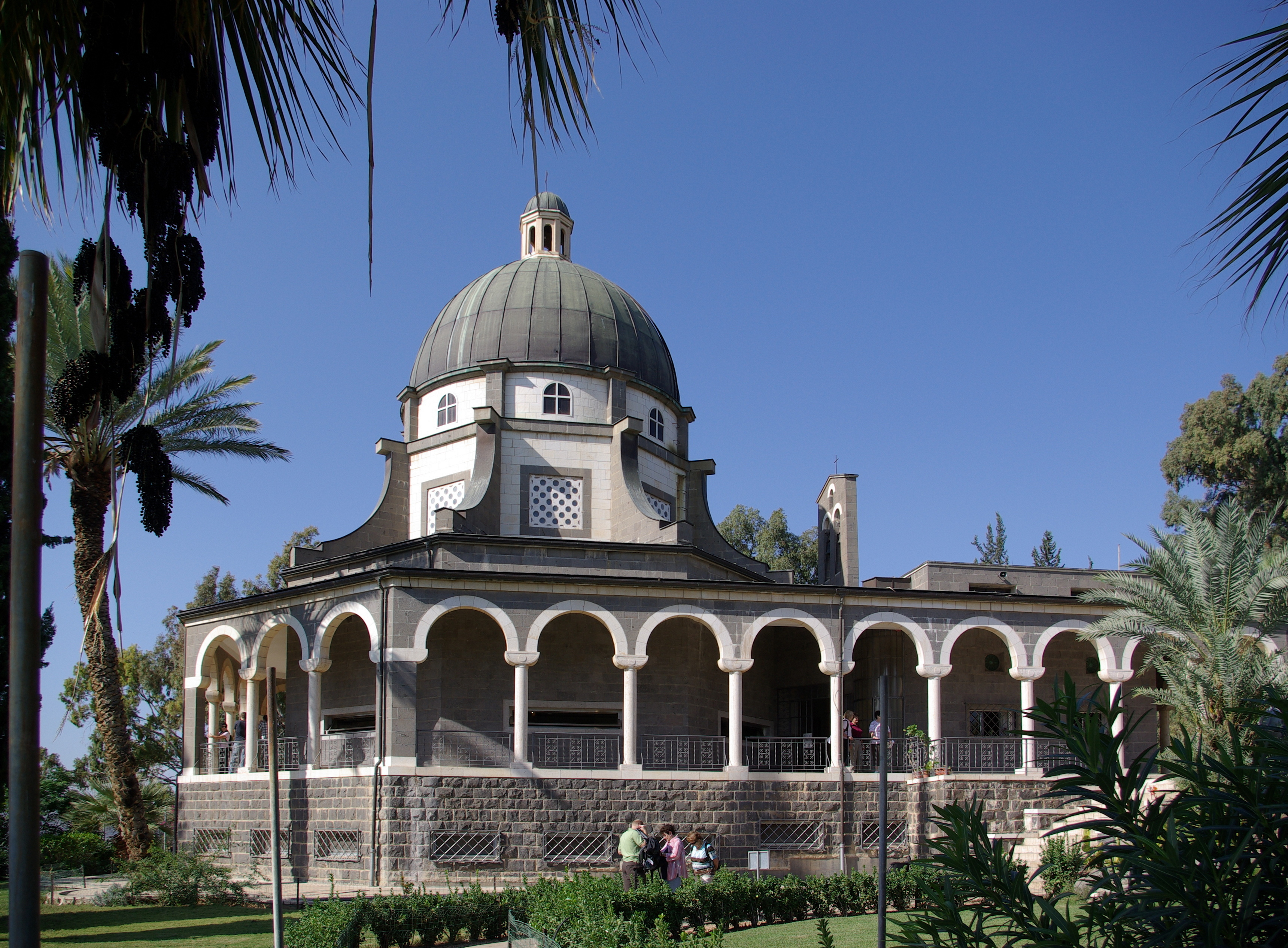
Церква на Горі Блаженств
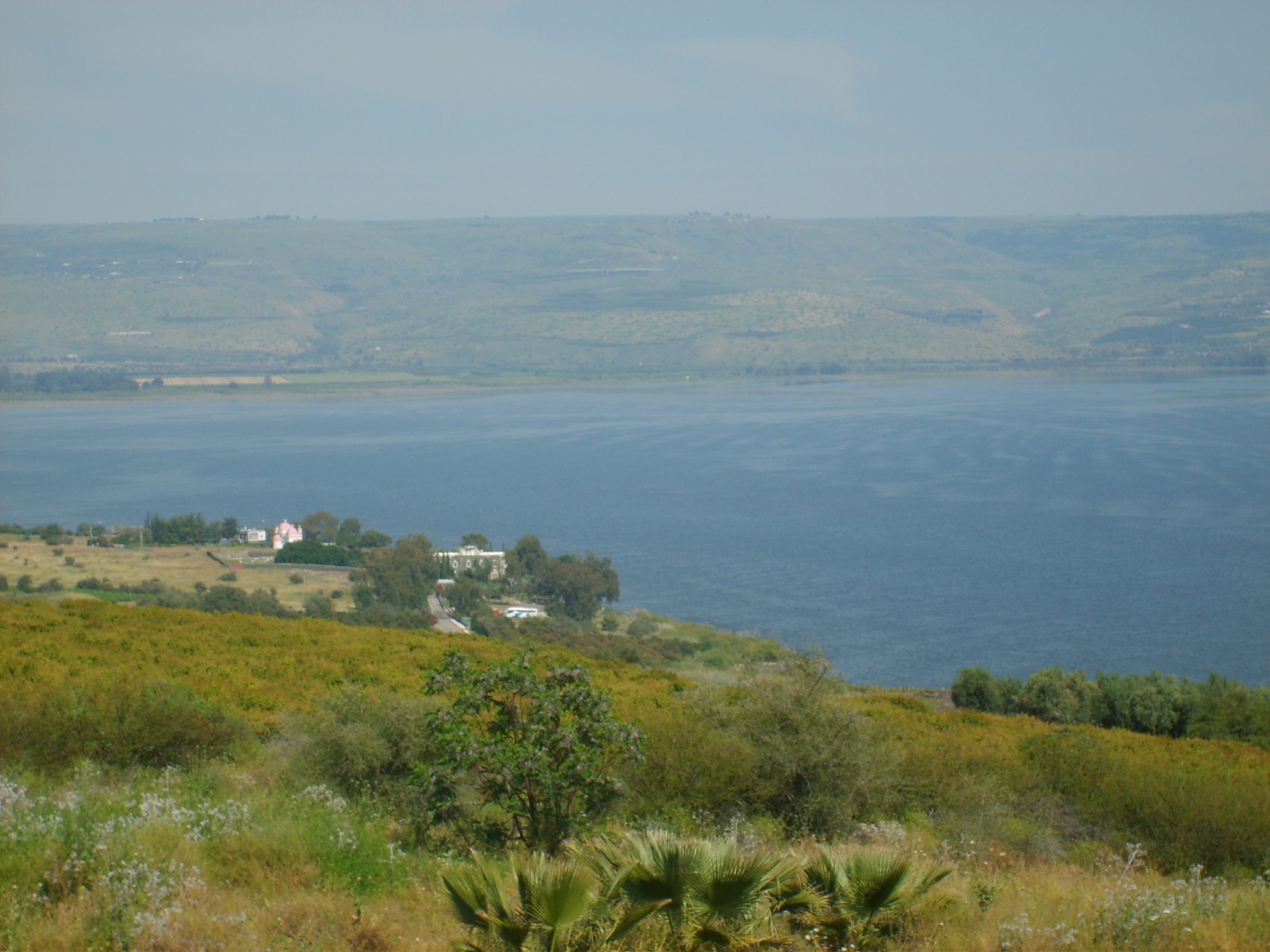
Вид на Тиверіадське озеро
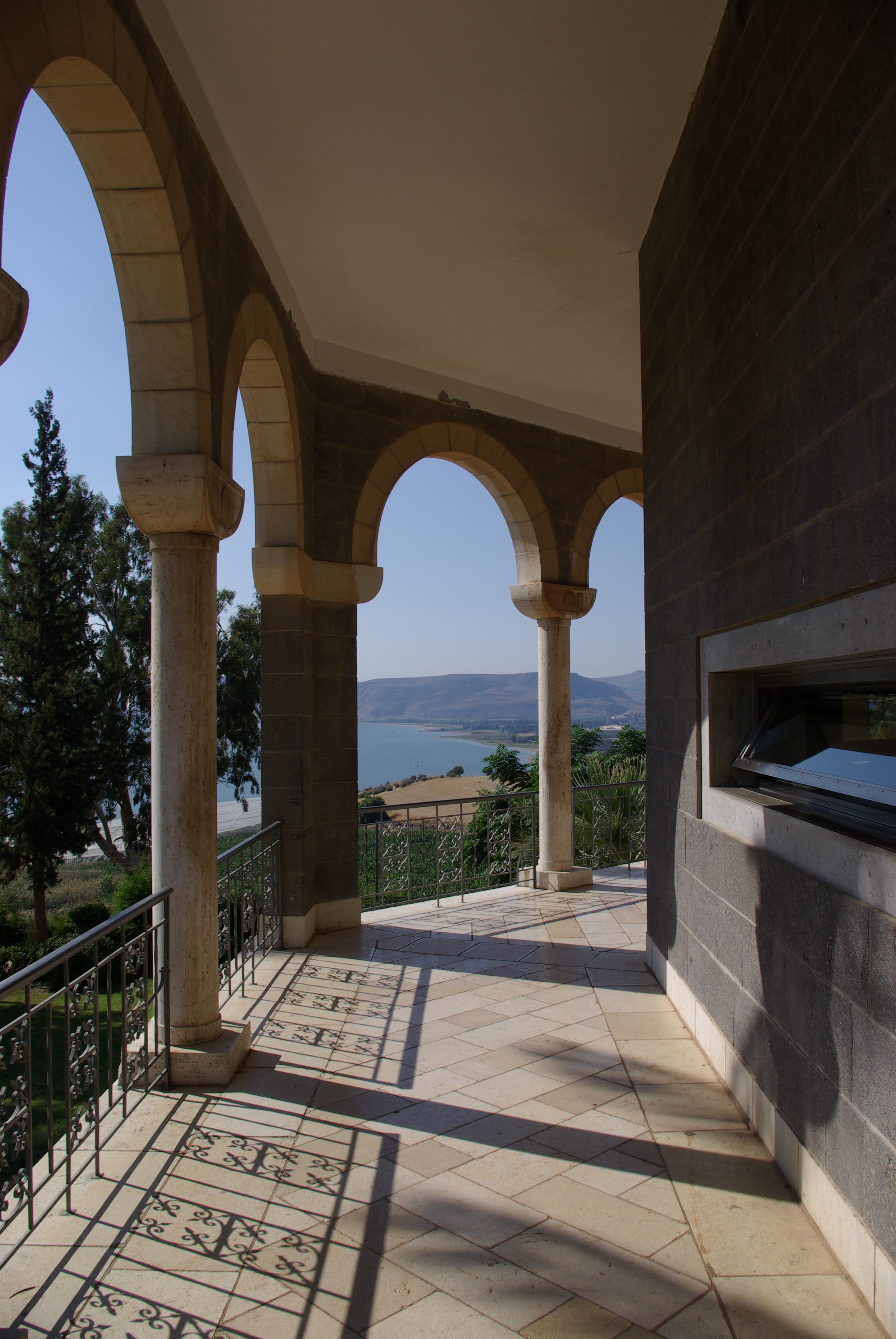
Портик Церкви
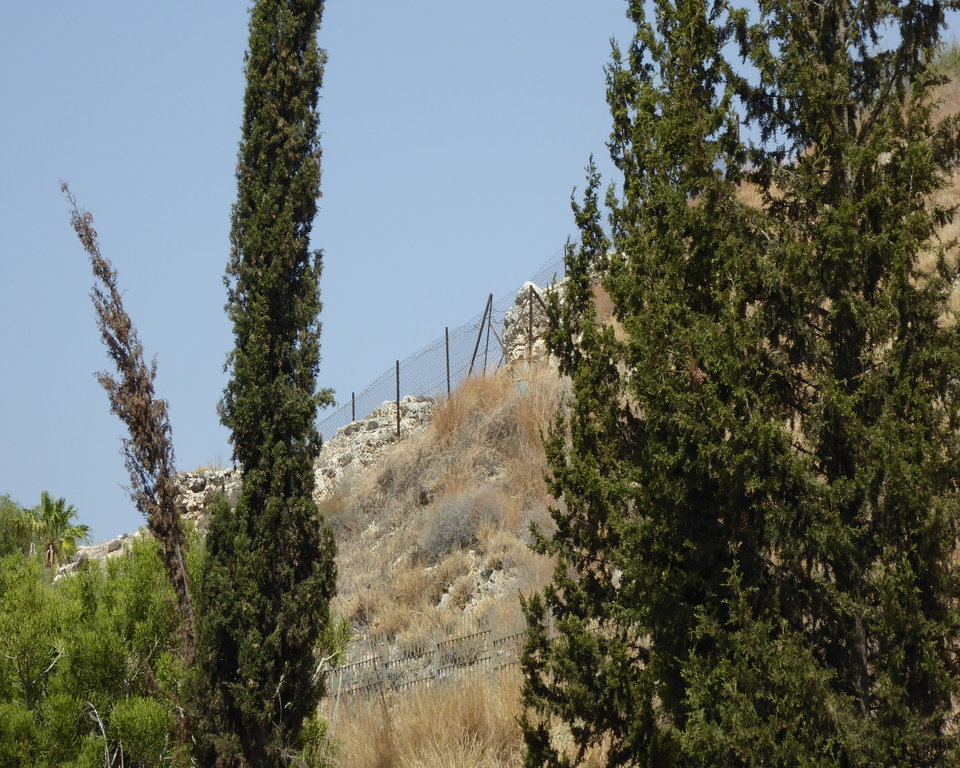
Рештки  церкви з  4 століття на схилі Гори Блаженств
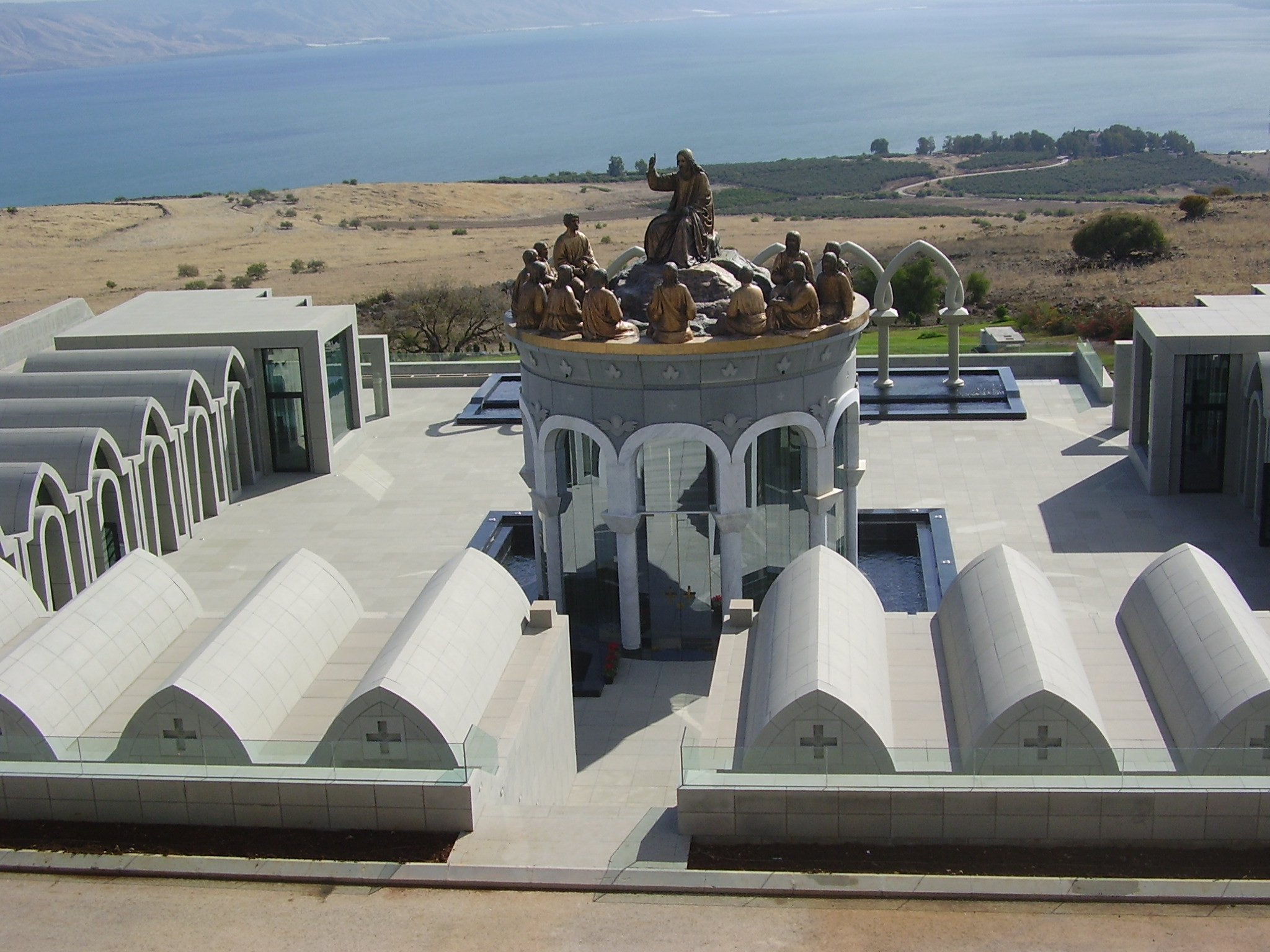
Ісус і 12 апостолів у Domus Galilaeae